# ME (李奧軒のアルバム)
「ME」(ミー)は、アオシュエン・リの1枚目のピアノオリジナル・EP。2019年8月30日に先行予約して、2019年9月30日にitunes Musicから正式発売。　

## EP概説
これアオシュエン・リはここ二年の間で心理学に興味がある，彼は心理学大家ユングの本を通じて、内心世界を発掘し、自分を探求し始めた。アオシュエン・リは、「以前は100％をやり遂げないと、自分を責めて、自分が一つの取るに足らない人だと思った」と述べた。しかし、その模索過程では、かつて一百点を取りたい、自分ができると証明するアオシュエン・リは自分のことを愛することを忘れたと意外に発見した。その過程を通じて、アオシュエン・リは「ME」というテーマを連想した、彼は「自分にとって、心を直面することは感情の一環だ。それに直面し始めた後、得たフィードバックはとてもすばらしくて、更に多くの愛と共感を持って、あなた自身が最初の時この事をする決定をよく知っていることができて、簡単に自分を批判して人を批判することはできません。」と話した。新EPの製作過程はアオシュエン・リが自分を認識、検討した過程で、数回にわたる「消しやり直し」を通じて、完全に記録されまた皆へ見せてきたアオシュエン・リの心の歴程である。

## 収録曲
| #         | タイトル                   | 作詞      | 作曲・編曲 | プロデュース     | 時間 |
| --------- | -------------------------- | --------- | ---------- | ---------------- | ---- |
| 1.        | 「Heartbroken」            |           |            | アオシュエン・リ | 3:50 |
| 2.        | 「Letter」                 |           |            | アオシュエン・リ | 5:02 |
| 3.        | 「Continue」               |           |            | アオシュエン・リ | 3:23 |
| 4.        | 「Blooming like a flower」 |           |            | アオシュエン・リ | 2:40 |
| 5.        | 「Are you still there?」   |           |            | アオシュエン・リ | 3:17 |
| 合計時間: | 合計時間:                  | 合計時間: | 17:32      |                  |      |